# Võ Anh Kiệt
Võ Anh Kiệt (sinh năm 1960) là một chính khách Việt Nam. Ông từng là Phó Bí thư thường trực Tỉnh ủy, Chủ tịch Hội đồng nhân dân tỉnh An Giang khóa IX, nhiệm kỳ 2016–2021.

## Lý lịch và học vấn
Võ Anh Kiệt sinh ngày 10 tháng 3 năm 1960, quê quán xã Long Thuận, quận Hồng Ngự, tỉnh Kiến Phong (nay là xã Long Thuận, huyện Hồng Ngự, tỉnh Đồng Tháp).
Trình độ chuyên môn: Cử nhân Hành chính.
Trình độ Chính trị: Cử nhân.

## Sự nghiệp
Võ Anh Kiệt đã từng đảm nhận các chức vụ: Chủ tịch Ủy ban nhân dân huyện Phú Tân, Bí thư Huyện ủy huyện Phú Tân, tỉnh An Giang; Bí thư Thị ủy Thị xã Châu Đốc, tỉnh An Giang; Ủy viên Ban Thường vụ Tỉnh ủy An Giang, Phó Bí thư Thường trực Tỉnh ủy An Giang nhiệm kỳ 2015-2020.
Chiều ngày 22/10/2015, Đại hội đại biểu Đảng bộ tỉnh lần X, nhiệm kỳ 2015- 2020 đã bầu Võ Anh Kiệt giữ chức vụ Phó Bí thư Tỉnh ủy.
Ngày 17/3/2016, Hội đồng nhân dân tỉnh An Giang khóa VIII, nhiệm kỳ 2011 – 2016 đã tổ chức kỳ họp lần thứ 13, bầu bổ sung ông Võ Anh Kiệt làm Chủ tịch Hội đồng nhân dân tỉnh An Giang khóa VIII.
Ngày 1/7/2016, tại kỳ họp thứ nhất, Hội đồng nhân dân tỉnh An Giang khóa IX đã bầu ông Võ Anh Kiệt tái đắc cử Chủ tịch Hội đồng nhân dân tỉnh nhiệm kỳ 2016-2021.